# 西直门内大街
39°56′21″N 116°21′25″E / 39.93912°N 116.35708°E
西直门内大街是位于中国北京市西城区北部的一条大街。因位于北京内城西直门内而得名。

## 简介
西直门内大街东起新街口，西到西直门立交桥。该大街西端连接西直门外大街、西直门南大街、德胜门西大街；东端连接新街口北大街、新街口南大街。
西直门元朝时称“和义门”，明朝初年在和义门旧址上重建，为明朝、清朝北京通往西部山区的门户。1960年代末，修建北京地铁时拆除。
西直门内大街，明朝称“西直门街”，又称“西直门大街”。中华民国时期，以赵登禹路，东段因位于新街口以西，故称“新街口西大街”；西段因位于西直门内，仍旧以西直门为称。1965年合并，称“西直门内大街”。
西直门内大街东段为新街口商业区，商业店铺很多，西段的商铺略少。西直门内大街130号为西直门天主堂（俗称“西堂”），是北京城内四大天主教教堂之一。